# 石ダテコー太郎
石ダテ コー太郎（いしダテ コーたろう、本名：石館 光太郎、1974年5月27日 - ）は日本の放送作家、脚本家、アニメーション監督、元芸人。代表作は『gdgd妖精s』『直球表題ロボットアニメ』『てさぐれ！部活もの』など。

## 来歴
元々お笑い芸人として活動。芸人時代はホリプロに所属し、双川正文と「GOGO丸サンキュー」というコンビを組んでいたが、双川がフジテレビに就職したため解散。その後、別の相方と「ザ・ゴキゲンジャム」というコンビを結成するも1999年に解散。事務所をオフィス★怪人社に移籍し「ロンドン＆パリス」という芸名で活動していたが1年で怪人社を辞め、のちに放送作家に活動の場を求める。
ラジオ番組や舞台の脚本を手がけた後、菅原そうたと共にMikuMikuDanceを用いた3DCGアニメーション『gdgd妖精s』の制作に携わる。脚本家という名分ながら1期の放送時は徐々に演出も担当するようなかたちになったが、2期が開始する際にプロデューサー陣に、「役割分担が複雑になるので監督の名前を連名にできないか」と相談。しかし「この企画は菅原そうたさんを中心にして始まった企画なので難しい。2期では脚本と音響監督に徹して貰いたい」と言われたため「悲しいことだが、1期での仕事が評価されなかった」と判断し、2期でスタッフを降板した。
その後『僕の妹は「大阪おかん」』の監督を担当（ちなみにこの作品には菅原そうたもキャラクターデザインとして参加している）。2013年2月には『直球表題ロボットアニメ』、10月に『てさぐれ!部活もの』と3DCGでのアニメーション番組の監督と脚本を担当した。なお自身も含め『直球』制作スタッフが中心になって2013年8月にアニメーション制作会社「ヤオヨロズ」を立ち上げており、同社制作アニメでは3DCGソフトとして「MikuMikuDance」を使用。声優のアドリブに対するプレスコを交えた番組制作など『gdgd妖精s』で使用した番組制作のノウハウを遺憾なく発揮した。
2013年までは「石舘光太郎」名義で活動していたが、姓名判断サイトで結果が良かったことと、表記が気に入ったことから「石ダテコー太郎」に活動名義を変更した。これ以降も放送作家としての活動など、本名で継続して活動しているものもある。
ヤオヨロズ退社後、2015年10月にはアニメーション制作会社「バウンスィ」を立ち上げた。
2015年11月、cortらの開発するKigurumi Live Animator KiLAのプロデューサーに就任した。
2021年10月にはバウンスィを退社。

## 人物
家は代々学者の系統で、祖父は東京大学名誉教授・石館守三、父も私立大学の教授だという。

## 作品

### テレビアニメ
- gdgd妖精s（2011年）演出・構成・脚本
- バックステージ・アイドル・ストーリー（2012年）演出・脚本・構成
- 僕の妹は「大阪おかん」（2012年）演出・脚本・構成
- 直球表題ロボットアニメ（2013年）監督・脚本・構成
- てさぐれ!部活もの（2013年）監督・脚本・構成
- てさぐれ!部活もの あんこーる（2014年）原案・監督・脚本
- みならいディーバ（※生アニメ）（2014年）監督・構成・脚本
- キュートランスフォーマー 帰ってきたコンボイの謎（2015年）監督・脚本
- てさぐれ!部活もの すぴんおふ プルプルんシャルムと遊ぼう（2015年）監督（第7話で降板。第8話以降の代行は平間邦修[10]）・脚本
- キュートランスフォーマー さらなる人気者への道（2015年）監督・脚本
- 生誕20周年記念 ビーストウォーズ復活祭への道（2016年）演出・構成
- 魔法少女?なりあ☆がーるず（2016年）監督・シリーズ構成[11]
- ひもてはうす（2018年）監督・原案・シリーズ構成・脚本

### Webアニメ
- 其れ、則ちスケッチ。（2021年）構成・演出

### 人形劇
- はんそくモンチッチーズ（2015年）

### ラジオ
- 侵略ラジオ!聞かなイカ!?（2010年 - 2012年）
- てさぐれ!ラジオもの（2013年 - 2015年）演出・構成
- にししのらじじ〜西明日香の大事なところ♡〜（2019年 - ）構成

### 舞台
- 苦情真に受けTV（2012年）演出・原案

### テレビ番組
- HEY!HEY!HEY! MUSIC CHAMP
- 人志松本の○○な話
- 人志松本のすべらない話
- アイドリング!!!
- プレミアの巣窟
- コスコスプレプレ
- お台場お笑い道
- F2-X
- F2スマイル
- 5時に夢中!
- 人狼〜嘘つきは誰だ?〜
- ショートピース

### その他
- 密着地域ショーテンガイズ（2012年）監督　※大友ジュン（井上純一）の曲「記憶」のアニメーションPV

## 出演

### テレビアニメ
- てさぐれ!部活もの（2013年、笛吹太郎）
- てさぐれ!部活もの すぴんおふ プルプルんシャルムと遊ぼう（2015年、笛吹太郎）
- 魔法少女?なりあ☆がーるず（2016年、アニまる[11]）